# Радек Бејбл
Радек Бејбл (Нимбурк, 29. август 1972) бивши је чешки фудбалер.

## Каријера
Дебитовао је 1990. године за екипу Славије у којој је провео шест сезона. Наступио је на 154 првенствене утакмице. Већину времена док је играо за Славију био је стандардни првотимац. За то време је освојио титулу шампиона Чешке.
Прешао је у шпански Атлетико Мадрид 1996. године. Наредне четири сезоне је играо за мадридски клуб.
Касније, од 2000. до 2007. године, играо је у екипама Ланса, потом поново у Славији и за Рапид из Беча.
Играчку каријеру завршио је у клубу Слован Либерец, за чији је тим играо током 2007. и 2008. године.
Дебитовао је 1992. године на званичним мечевима за репрезентацију Чехословачке. Одиграо је само два меча за Чехословачку.
За репрезентацију Чешке дебитовао је 1995. године. Наступао је за национални тим седам година, одиграо је 58 утакмица и постигао 3 гола.
Као члан репрезентације учествовао је на Европском првенству 1996. године у Енглеској, где је са тимом освојио сребро, и на Европском првенству 2000. године у Белгији и Холандији.

## Успеси

### Клуб
- Прва лига Чешке Републике: 1995/96.

### Репрезентација
Чешка
- Европско првенство друго место: 1996.